# Bertil Junggren
Bertil Junggren (kyrkobokförd Bertil Gottfrid Ingemar Ljunggren), född 1 juni 1883, död 6 juli 1921, var en svensk skådespelare.

## Filmografi
- 1915 – Dolken
- 1915 – Högsta vinsten
- 1915 – Patriks äventyr
- 1916 – Dödskyssen
- 1916 – Politik och brott
- 1916 – Vingarne

## Teater

### Roller (ej komplett)
| År   | Roll                             | Produktion                                                                      | Regi         | Teater      |
| ---- | -------------------------------- | ------------------------------------------------------------------------------- | ------------ | ----------- |
| 1910 | Löjtnanten                       | Lidingökungen Harald Leipziger                                                  |              | Folkteatern |
| 1910 |                                  | Yon Yonson Algot Sandberg                                                       |              | Folkteatern |
| 1910 | Attachén                         | Hemgiftsjägare Alexander Engel och Julius Horst                                 |              | Folkteatern |
| 1913 | Fritz Wegenstein                 | Ett modernt äktenskap (Das paar nach der mode) Raoul Auernheimer                | Knut Nyblom  | Vasateatern |
| 1913 | Bouquet                          | Borgmästarinnan (La presidente) Maurice Hennequin och Pierre Veber              | Albert Ranft | Vasateatern |
| 1913 | Merton                           | Amatörtjuven (Raffles, The Amateur Cracksman) E. W. Hornung och Eugene Presbrey | Knut Nyblom  | Vasateatern |
| 1914 | Ceremonimöstaren Ulises Oronocco | Affären Costa Negra Gustaf Janson                                               | Knut Nyblom  | Vasateatern |
| 1914 | William Stewart                  | Kontanter (Ready Money) James Montgomery                                        | Knut Nyblom  | Vasateatern |